# 乙酰乙酸甲酯
乙酰乙酸甲酯是一种有机化合物，化学式为C5H8O3，它是无色液体，对动物具有低毒性。它可生物降解。
在工业上，它通过二乙烯酮和甲醇的反应生产。